# Conservatório (música)
Conservatório (do latim: conservatoriu) é um estabelecimento dedicado ao ensino da música, canto e matérias relacionadas. O primeiro conservatório foi fundado em 1537 em Nápoles pelo padre espanhol José Tapia; chamado Santa Maria de Loreto e tinha por objetivo dar instrução às crianças órfãs, incluindo também a prática da música.
O primeiro Conservatório exclusivo para o ensino da música foi fundado em Milão no ano de 1808. A Escola Real de Canto e Declamação de Paris foi fundada em 1784, mudando o seu nome para Instituto Nacional de Música em 1793 e, finalmente, para Conservatório Nacional Superior de Música e Dança de Paris em 1795.

## Portugal

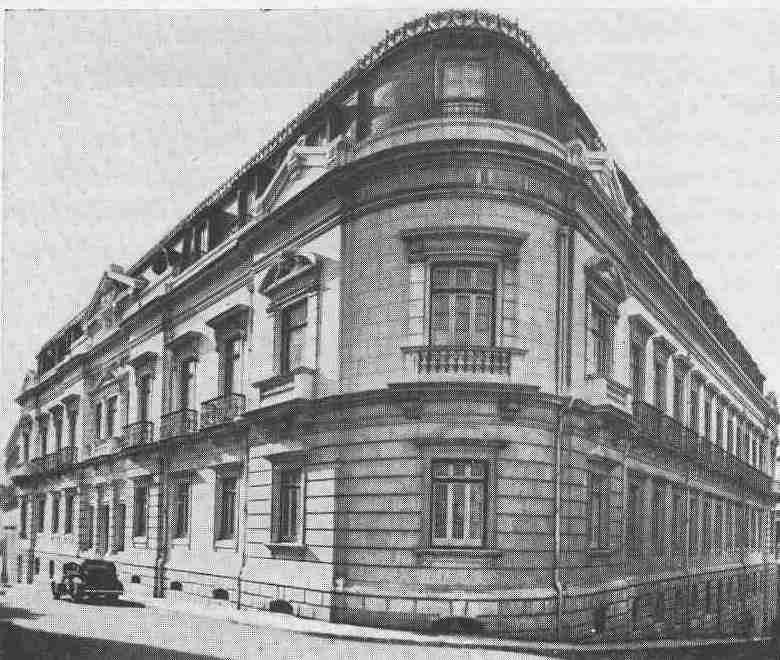
Conservatório Nacional

O Conservatório Geral de Arte Dramática foi fundado em 1836 por Decreto da Rainha D. Maria II, no âmbito de um Plano para a fundação e organização de um Teatro Nacional proposto por João Baptista de Almeida Garrett. Este estava então dividido numa Escola Dramática ou de Declamação, numa Escola de Música e numa Escola de Dança, Mímica e Ginástica especial.

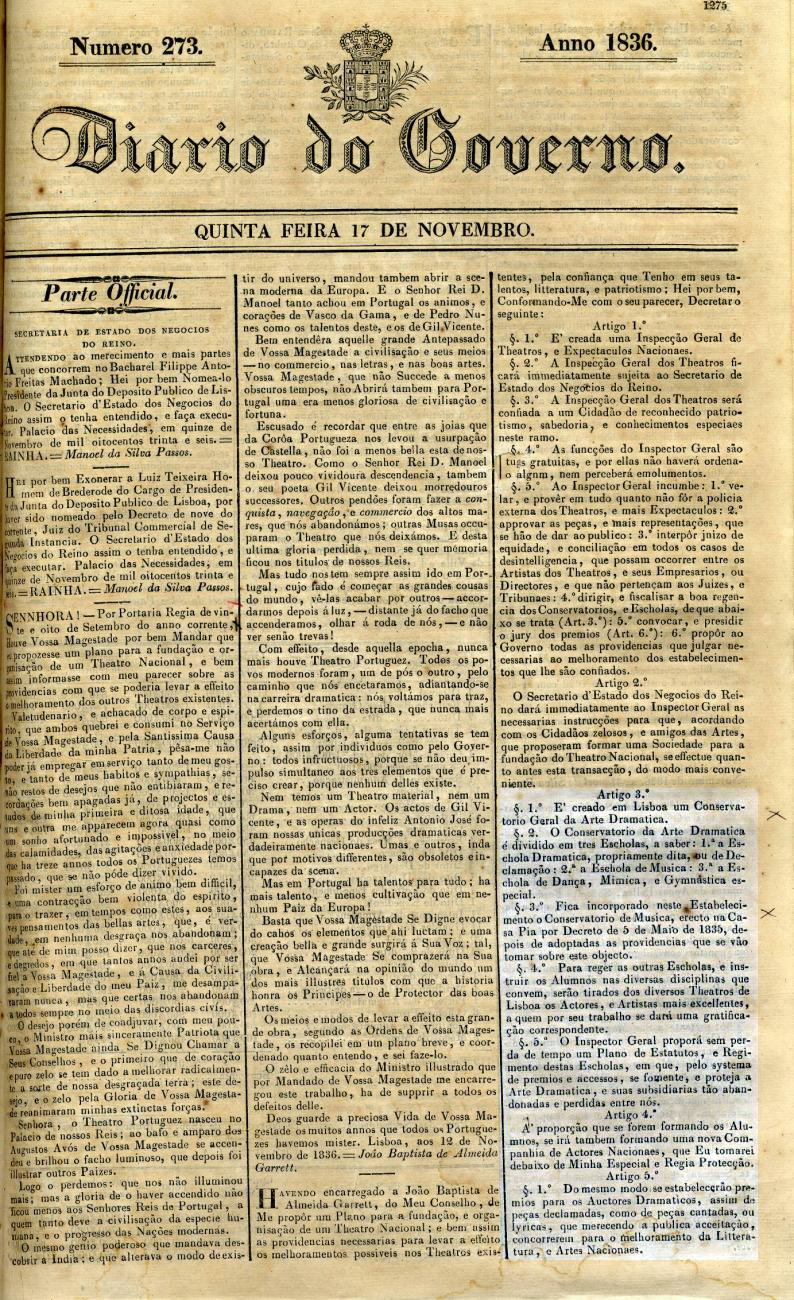
Diário do Governo - 17 de Novembro de 1836 (1)

Incorporou-se neste estabelecimento o Conservatório de Música, criado na Casa Pia por Decreto de 1835.
Em reformas posteriores, o nome do Conservatório foi alterado para Conservatório Real de Lisboa e o da Escola Dramática ou de Declamação para Escola de Arte de Representar, já depois da implantação da República, quando o Conservatório passou a ser designado por Conservatório Nacional.
Por Decreto de 4 de Julho de 1914 foi concedida, pela primeira vez, à Escola de Arte de Representar autonomia administrativa.
Nesta Escola foi criado, por Decreto de 19 de Maio de 1914, o curso de cenografia e decoração teatral (cujo ensino seria ministrado no salão grande de pintura do Teatro Nacional Almeida Garrett, o qual, considerado como dependência da Escola de Arte de Representar" ficava "exclusivamente destinado ao serviço e oficinas do respectivo professor") e, por Decreto de 6 de Agosto de 1914, o curso de indumentária prática teatral.
Toda esta tradição foi sendo mantida e desenvolvida nas reformas posteriores do ensino da área do teatro e transparece hoje nos cursos ministrados na Escola Superior de Teatro e Cinema.
No que ao cinema se refere, o respectivo curso só foi introduzido no Conservatório Nacional, como experiência pedagógica, a partir de 1971, no âmbito do processo de reforma empreendido por Madalena Perdigão, sendo ministro José Veiga Simão.
Foi então criada a Escola Piloto para a Formação de Profissionais de Cinema, cujo curso se iniciou em 1973 e teve, desde o princípio, a preocupação de aliar à transmissão de conhecimentos técnicos inerentes à prática das profissões do Cinema uma vertente mais artística.
O curso que a Escola Superior de Teatro e Cinema hoje ministra é ainda o resultado de uma evolução radicada naquele primeiro curso de cinema que, aliás, foi pioneiro no ensino superior público português.

### Escola de Música do Conservatório Nacional
A Escola de Música do Conservatório Nacional é uma das escolas que compõem o Conservatório Nacional.
A criação de um Conservatório para o ensino da música em Lisboa é fortemente devida ao compositor português João Domingos Bomtempo (1775-1842), que era igualmente um pedagogo de reconhecido mérito. Quando regressou a Portugal (1834), Bomtempo pôs em prática a reforma do ensino musical em Portugal, com base nos contatos que foi fazendo no estrangeiro e com a observação das respectivas reformas de ensino musical, tanto em França como na Inglaterra.
O projeto inicial surgido aquando da criação de um Conservatório de Música seguia o modelo da escola de música parisiense. Foi em Junho de 1834 e era proposto um plano ambicioso com dezoito professores e 16 disciplinas, a saber:
- Rudimentos
- Declamação
- Solfejo e Acompanhamento de Órgão e Piano-forte
- Piano-forte
- Canto (canto lírico)
- Violino
- Violeta
- Violoncelo
- Contrabaixo
- Oboé
- Clarinete
- Flauta
- Fagote
- Trompa
- Língua italiana
- Língua latina

Este projeto não foi concretizado, e um ano mais tarde foi criado (decreto de 5 de Maio de 1835), o Conservatório de Música como anexo à Casa Pia, sob direção do próprio João Domingos Bomtempo.

## Brasil
O Imperial Conservatório de Música, no Rio de Janeiro, foi instituído por um decreto imperial em 27 de novembro de 1841 e regulamentado em 21 de janeiro de 1847. As aulas começaram em 13 de agosto de 1848 sob a direção de Francisco Manuel da Silva. Em 12 de Janeiro de 1890, após a proclamação da República, passou a denominar-se Instituto Nacional de Música. Entre os seus diretores se destacam Leopoldo Miguez, Alberto Nepomuceno, Henrique Oswald, Abdón Milanez, Fertin de Vasconcelos, Luciano Gallet, Guilherme Fontainha, Sá Pereira e Joanidia Sodré.
Após o Conservatório de Música do Rio de Janeiro, a instituição brasileira mais antiga dedicada ao ensino musical é o Instituto de Música da Bahia. Foi criado em 10 de janeiro de 1895 e atualmente integrado à Universidade Católica do Salvador. Posteriormente, em 24 de fevereiro de 1895, foi fundado o Conservatório Carlos Gomes em Belém do Pará.
O Conservatório Dramático e Musical de São Paulo foi fundado em 15 de outubro de 1904, sendo instalado na rua Brigadeiro Tobias em uma casa alugada que pertencia à Marquesa de Santos, no centro de São Paulo. A instituição posteriormente mudou-se para a avenida São João, em 1908. Extinto em 2009, em seu local funciona atualmente a Praça das Artes, que também é sede da Escola Municipal de Música de São Paulo.